# آراكسا
آراكسا (بالإنجليزية: Araxá)‏ هي مدينة، وبلدية في البرازيل، تتبع ميناس جرايس، بلغ عدد سكانها 103٫287  نسمة، في 2016، تبلغ مساحتها 1٬164٫358 كيلومتر مربع.

## الموقع
تشترك في الحدود مع:
- Perdizes, Minas Gerais [الإنجليزية]‏
- Ibiá [الإنجليزية]‏.

## أعلام
- ماريانا ريوس
- نوربيرتو مورارا نيتو